# Gareth Griffiths (rugbista 1988)
Gareth David Griffiths (Bristol, 22 marzo 1988) è un rugbista  a 15 anglo-spagnolo, attivo nel ruolo di mediano d'apertura del Valladolid e dal 2016 internazionale per la Spagna.

## Biografia
Griffiths nasce a Bristol, nel Regno Unito, formandosi rugbisticamente presso la prestigiosa Colstons School Rugby Academy.
Dal 2006 al 2008 entra a far parte della rosa giocatori della prima squadra del Bristol senza, tuttavia, scendere in campo in nessun match di Premiership.
Nel 2008-09 viene ceduto al Newbury in National League 1, la terza divisione del campionato inglese.
Dal 2009 al 2011 si trasferisce in Spagna sponda Valladolid, vincendo una Coppa del Re e una Supercoppa spagnola e vincendo la classifica di miglior marcatore della División de Honor 2009-10 con 223 punti all'attivo.
Nell'estate 2011 viene ingaggiato dal Reggio Emilia neopromosso in Eccellenza, disputando così una stagione in Italia.
Tornato in Spagna, dal 2012 milita nuovamente tra le file del Valladolid. Con il club si è laureato per sei volte campione di Spagna su sette stagioni disputate consecutivamente e ha vinto: tre Coppe del Re, sei Supercoppe e quattro Coppe Iberiche.

### Carriera internazionale
Inglese di nascita, nel 2007 viene convocato nella Nazionale inglese Under-19 che disputa la Coppa del Mondo in Irlanda, giocando tutte e quattro le partite della fase a gironi del torneo.
Nel 2016 viene selezionato con la Nazionale spagnola impegnata nel Campionato europeo per nazioni 2014-2016, esordendo a livello internazionale il 6 febbraio 2016 a Soči contro la Russia e disputando i match contro Georgia, Portogallo e Germania.

## Palmarès
- Campionati spagnoli: 6
Valladolid: 2012-13, 2013-14, 2014-15, 2016-17, 2017-18, 2018-19
- Coppe del Re : 4
Valladolid: 2009-10, 2013-14, 2014-15, 2017-18
- Supercoppe di Spagna: 7
Valladolid: 2010, 2013, 2014, 2015, 2016, 2017, 2019
- Coppe Iberiche : 4
Valladolid: 2013-14, 2017-18, 2018-19, 2019-20